# Gertrúd Stefanek
Gertrúd Stefanek (Ózd, 5 luglio 1959) è un'ex schermitrice ungherese, vincitrice di due medaglie di bronzo nella scherma ai giochi olimpici.